# Ciak d'oro per la migliore attrice protagonista
Il Ciak d'oro per la migliore attrice è un premio assegnato nell'ambito dei Ciak d'oro che premia un'attrice in un film di produzione italiana. Viene assegnato attraverso una votazione dei lettori della rivista Ciak dal 1986.

## Vincitori e candidati
I vincitori sono indicati in grassetto, a seguire gli altri candidati.

### Anni 1980
- 1986 – Giuliana De Sio per Speriamo che sia femmina[1]
- 1987 – Valeria Golino per Storia d'amore[1]
- 1988 – Ornella Muti per Io e mia sorella[1]
- 1989 – Ornella Muti per Codice privato[1]

### Anni 1990
- 1990 – Elena Sofia Ricci per Ne parliamo lunedì[1]
- 1991 – Margherita Buy per La stazione ed Angela Finocchiaro per Volere volare (ex aequo)[1]
- 1992 – Margherita Buy per Maledetto il giorno che t'ho incontrato[1]
- 1993 – Margherita Buy per Cominciò tutto per caso[1]
- 1994 – Asia Argento per Perdiamoci di vista[2]
- 1995 – Sabrina Ferilli per La bella vita[1]
- 1996 – Asia Argento per La sindrome di Stendhal[3]
- 1997 – Iaia Forte per Luna e l'altra[1]
- 1998 – Nicoletta Braschi per La vita è bella[4]
- 1999 – Giovanna Mezzogiorno per Del perduto amore[5]

### Anni 2000
- 2000 – Licia Maglietta per Pane e tulipani[6]
- 2001 – Laura Morante per La stanza del figlio[7]
- 2002 – Margherita Buy per Il più bel giorno della mia vita[8]
- 2003 – Giovanna Mezzogiorno per La finestra di fronte[9]
- 2004 – Maya Sansa per Buongiorno, notte[10]
- 2005 – Barbora Bobuľová per Cuore sacro[11]
- 2006 – Margherita Buy per Il caimano[12]
- 2007 – Margherita Buy per Saturno contro[13]
- 2008 – Margherita Buy per Giorni e nuvole[14]
- 2009 – Claudia Gerini per Diverso da chi?[15]

### Anni 2010
- 2010 – Alba Rohrwacher per Cosa voglio di più[16]
- 2011 – Alba Rohrwacher per La solitudine dei numeri primi[17]
- 2012 – 1º classificato Valeria Golino per La kryptonite nella borsa[18]

2º classificato Donatella Finocchiaro per Terraferma
3º classificato Micaela Ramazzotti per Posti in piedi in paradiso
- 2013 – Margherita Buy per Viaggio sola[19]
- 2014 – Valeria Bruni Tedeschi per Il capitale umano[20]
- 2015 – Margherita Buy per Mia madre[21]
- 2016 – Sabrina Ferilli per Io e lei[22]
- 2017 – Micaela Ramazzotti per La pazza gioia[23]
- 2018 – Paola Cortellesi per Come un gatto in tangenziale[24]
- 2019 – Marianna Fontana per Capri-Revolution[25]

### Anni 2020
- 2020[26][27] – Paola Cortellesi per Figli
  - Valeria Golino per 5 è il numero perfetto
  - Giovanna Mezzogiorno per Tornare
  - Serena Rossi per Io sono Mia, 7 ore per farti innamorare
  - Lucia Sardo per Picciridda - Con i piedi nella sabbia
  - Jasmine Trinca per La dea fortuna
- 2021[28][29] – Serena Rossi per La tristezza ha il sonno leggero
  - Margherita Buy per Tre piani, Tutti per 1 - 1 per tutti e Il silenzio grande
  - Paola Cortellesi per Come un gatto in tangenziale - Ritorno a Coccia di Morto
  - Matilda De Angelis per L'incredibile storia dell'Isola delle Rose
  - Valeria Golino per Occhi blu, La terra dei figli e Fortuna
  - Sophia Loren per La vita davanti a sé
  - Micaela Ramazzotti per Maledetta primavera
  - Alba Rohrwacher per Tre piani e Lacci
  - Barbara Ronchi per Cosa sarà e Mondocane
  - Teresa Saponangelo per Il buco in testa
  - Jasmine Trinca per Guida romantica a posti perduti
  - Antonia Truppo per Il mio corpo vi seppellirà
- 2022[30][31] – Susy Del Giudice per I fratelli De Filippo (84,29%)
  - Miriam Leone per Diabolik, Marilyn ha gli occhi neri e Corro da te (10,23%)
  - Teresa Saponangelo per È stata la mano di Dio (1,97%)
  - Matilda De Angelis per Rapiniamo il duce (1,45%)
  - Benedetta Porcaroli per Amanda, L'ombra del giorno e La scuola cattolica (1,08%)
  - Rosa Palasciano per Giulia (0,98%)
- 2023[32][33] – Linda Caridi per L'ultima notte di Amore (29,26%)
  - Teresa Saponangelo per I limoni d'inverno (16,57%)
  - Miriam Leone per Diabolik - Ginko all'attacco!, Diabolik - Chi sei? e War - La guerra desiderata (16,47%)
  - Anna Foglietta per I peggiori giorni (14,02%)
  - Margherita Buy per Il primo giorno della mia vita e Il sol dell'avvenire (13,67%)
  - Valeria Solarino per Quando (10,01%)
- 2024[34][35] - Luisa Ranieri - Diamanti (31,76%)
  - Maria Pia Calzone - SottoCoperta e La casa di Ninetta (19,46%)
  - Ludovica Martino - Il mio posto è qui (17,83%)
  - Claudia Pandolfi - Il ragazzo dai pantaloni rosa
  - Virginia Raffaele - Un mondo a parte

## Attrici pluripremiate
| Numero di vittorie | Vincitore            | Anni                                                 |
| ------------------ | -------------------- | ---------------------------------------------------- |
| 9                  | Margherita Buy       | 1991, 1992, 1993, 2002, 2006, 2007, 2008, 2013, 2015 |
| 2                  | Asia Argento         | 1994, 1996                                           |
| 2                  | Paola Cortellesi     | 2018, 2020                                           |
| 2                  | Sabrina Ferilli      | 1995, 2016                                           |
| 2                  | Valeria Golino       | 1987, 2012                                           |
| 2                  | Giovanna Mezzogiorno | 1999, 2003                                           |
| 2                  | Ornella Muti         | 1988, 1989                                           |
| 2                  | Alba Rohrwacher      | 2010, 2011                                           |